# Forst (Brandenburg)
Forst település Németországban, azon belül Brandenburgban a lengyel-német határon. Lakosainak száma 17 721 fő (2023. december 31.).

## Népesség
A település népességének változása:
| Lakosok száma | 24 309 | 22 391 | 20 618 | 18 773 | 17 691 | 17 545 | 17 855 | 17 721 |
|               | 2000   | 2005   | 2010   | 2015   | 2020   | 2021   | 2022   | 2023   |